# Cyrtodactylus nepalensis
Cyrtodactylus nepalensis är en ödleart som beskrevs av  H. Hermann Schleich och Kästle 1998. Cyrtodactylus nepalensis ingår i släktet Cyrtodactylus och familjen geckoödlor. Inga underarter finns listade i Catalogue of Life.
Denna geckoödla är endast känd från några fynd i västra Nepal. Den hittades vid ungefär 700 meter över havet. Exemplar levde i en by med några byggnader.
Informationer angående ödlans habitat, populationens storlek och möjliga hot saknas. IUCN listar Cyrtodactylus nepalensis med kunskapsbrist (DD).